# Kålsläktet
Kålsläktet eller kål (Brassica) är ett växtsläkte i familjen korsblommiga växter, hemmahörande i Europa, Asien och norra Afrika. Det inkluderar arten kål samt ett antal relaterade arter, varav många använts som kulturväxter, som grönsak eller rotfrukt, för sin olja eller som krydda.  

## Biologi
Arterna är ett- eller tvååriga, och de är kala örter, mer sällan med glesa och styva hår. Stjälken är upprätt. Bladen är oftast kala och blådaggiga, med någon sorts flikighet – i synnerhet nedertill. De övre bladen omfattar ibland stjälken. Två av foderbladen har kupad bas.
Släktets olika arter har långsmala, gulfärgade blommor, med kronblad som är längre än fodret. Frukten är en lång och ennervig skida, i tvärsnitt rund och med två rader av frön. Skidan har ett långt och sterilt spröt.

## Förekomst
Släktet har 35 arter. I Sverige återfinns åkerkål (B. rapa) och svartsenap (B. nigra) i vilt tillstånd, sällsynt även kål, raps och sareptasenap.

## Odling
Släktet omfattar många arter, underarter och varieteter som är viktiga kulturväxter och som används som grönsaks-, olje- och kryddväxter. Raps och rybs är viktiga oljeväxter, medan kålrot och rova tidigare var viktiga rotgrönsaker. Till arten kål (B. oleracea) hör många odlade varianter såsom vitkål, blomkål och broccoli.  
Kålodling finns belagd i Centraleuropa från den yngre stenålder. Olika typer av kål odlades av kelterna före romartiden. Både greker och romare kände till bland annat blomkål och vitkål. Hos romarna åt överklassen i första hand de späda skotten, men utvuxen kål betraktades som basföda lämplig för bönder och arbetare.

### Nordeuropa
Till Norden kom odling av kål senast under vikingatiden. Den blev en så betydelsefull grönsak att den gängse termen för köksträdgård blev kålgård. I de nordiska länder dominerade grönkålen länge, men under medeltidens lopp (och strax därefter) lärde man även känna bland annat vitkål, rödkål och kålrot.  
Blomkål omtalas första gången i mitten av 1600-talet, och den blev vanlig under det kommande århundradet. Brysselkål (rosenkål) omtalades först runt år 1800, och till en början användes den bara inom finare matlagning.

## Namn
Ordet kål, som både är namn på arten kål och släktet kål (kålsläktet), kommer från latinets caulis med betydelsen 'stjälk', 'stängel' eller 'kålstock'. Ordet har troligen kommit till svenskan via engelsk förmedling (jämför engelskans cale för olika sorters kål). Sannolikt har nordmännen lärt känna kål under sina vikingatida besök och bosättningar i England.

## Arter, underarter och varieteter (urval)
Nedan listas några av släktets arter, med vanliga eller förekommande underarter och varieteter.
- Etiopisk kål (B. carinata)
- Kål (B. oleracea)
  - ssp. acephala
    - var. acephala – bladkål, garneringskål, grön kruskål, grönkål
    - var. gongylodes – kålrabbi
    - var. laciniata – kruskål

  - ssp. botrytis
    - var. asparagoides – broccoli (även kallad sparriskål)
    - var. botrytis – blomkål

  - ssp. capitata
    - var. capitata - vitkål
    - var. elliptica – sockertoppskål eller spetskål
    - var. rubra – rödkål (även kallad blåkål)
    - var. sabauda – savojkål (även kallad virsing)

  - ssp. oleracea
    - var. gemmifera – brysselkål (även kallad rosenkål)
- Medelhavskål (B. tournefortii)
- Sareptasenap (B. juncea)
- Spretsenap (B. deflexa)
- Svartahavskål (B. elongata)
- Svartsenap. (B. nigra)
- Raps (B. napus)
  - ssp. napobrassica – kålrot
- Majrova (B. rapa)
  - ssp. oleifera – rybs
  - ssp. campestris – åkerkål
  - ssp. pekinensis – kinakål (även kallad salladskål)
  - ssp. chinensis – sellerikål (även kallad pak choi)